# 驴骡
驴骡（学名：E. asinus × ferus），正式名稱“駃騠”。雌驴和雄马的种间杂种。外貌似驴。耐粗饲，适应性和抗病能力强，挽力大而持久，但不及马骡。主要分布于中国华北地区。